# La Celle-Guenand
La Celle-Guenand är en kommun i departementet Indre-et-Loire i regionen Centre-Val de Loire i de centrala delarna av Frankrike. Kommunen ligger i kantonen Le Grand-Pressigny som tillhör arrondissementet Loches. År 2022 hade La Celle-Guenand 381 invånare.

## Befolkningsutveckling
Antalet invånare i kommunen La Celle-Guenand
Referens:INSEE